# الطاقة النووية في أستراليا
الطاقة النووية في أستراليا هو مفهوم شديد الجدل. ليس لاستراليا حالياً أي مرافق نووية تولد الكهرباء، ومع ذلك، فإن أستراليا لديها 31٪ من رواسب اليورانيوم في العالم وثالث أكبر منتج في العالم لليورانيوم بعد كازاخستان وكندا. وفي الوقت نفسه، فإنها تنتج ويشكل واسع الفحم منخفض التكلفة، وقد استخدمت احتياطيات الغاز الطبيعي تاريخياً باسم حجج قوية لتجنب الطاقة النووية.
في عام 2005، هددت الحكومة الأسترالية إلى استخدام صلاحياتها الدستورية لتولي السيطرة على عملية الموافقة على مناجم اليورانيوم الجديدة من حكومة الإقليم الشمالي المناهضة للأسلحة النووية. أيضاً، فإن الحكومة تتفاوض مع الصين لإضعاف حماية الشروط للسماح لصادرات اليورانيوم هناك. [بحاجة لمصدر] الولايات التي تسيطر عليها حزب العمال الأسترالي تحظر تطوير مناجم جديدة في ولاياتها القضائية تحت شعار "لا سياسة ألغام جديدة."
ذهبت الحكومة الائتلافية التي يقودها جون هوارد للانتخابات الاتحادية في نوفمبر 2007 مع منصة السلطة المؤيد للطاقة النووية. وقال أن حزب العمال، التي تعارض الطاقة النووية فيأستراليا، قد هزمت هذه الحكومة.

## اقتراحات وتصاميم أولية غير ناجحة لمحطات طاقة نووية

### 1952 خليج سبنسر العلوي، جنوب أستراليا
في عام 1952، عبر ثوماس بليفورد رئيس وزراء جنوب أستراليا بثقة عن أن أول موقع لمحطة طاقة نووية في أستراليا سيكون على شواطئ خليج سبنسر. في يوليو من ذلك العام، أُعلن بتحديد أدق أن الموقع سيكون على شاطئ خليج باكي (سمي لاحقًا خليج فيتزجيرالد)، الذي يتوضع بين ويالا ومرفأ أوغوستا. لم تُبن المحطة أبدًا، مع أن المنطقة ظهرت على الساحة من جديد في عام 2007 كمكان مناسب لمحطة طاقة نووية أثناء الحكم الفدرالي لرئيس الوزراء جون هاوارد.

### 1969 خليج جيرفيس، نيو ساوث ويلز
في عام 1969 اقتُرح إنشاء محطة طاقة نووية بقدرة 500 ميغاواط في منطقة خليج جيرفيس، على بعد 200 كم جنوب سيدني. بدأت حملة معارضة محلية، وأعلنت لجنة الساحل الجنوبي للتجارة والعمل (التي تغطي عمال المنطقة) أنها سترفض بناء المفاعل. تمت بعض الدراسات البيئية والأشغال في الموقع، وطُلبت جولتان من العطاءات وقُيمتا، ولكن الحكومة الأسترالية قررت عام 1971 عدم استكمال المشروع، متذرعة بأسباب اقتصادية.

### 1979 بيرث، أستراليا الغربية
في عامي 1977-78، أعلنت الحكومة الأسترالية تحت رئاسة تشارلز كورت خططًا لمفاعل نووي قرب بيرث. اعتُبرت 1977 سنة التعبئة الجماهيرية الكبرى في أستراليا الغربية، إذ حضر 300 في أول مظاهرة ضد الطاقة النووية وأصبح العدد 9000 في المظاهرة الثالثة في مدينة بيرث الداخلية. رغم الاحتجاج العام، فقد اختارت حكومة أستراليا الغربية أول موقع لمفاعل نووي في عام 1979 في ويلبنغا التي تبعد 70 كم شمال بيرث. تنبأ كورت بأنه سيكون هناك حاجة إلى 20 محطة نووية أخرى على الأقل لتلبية الطلب سريع التنامي على القدرة الكهربائية، ولكن أيًّا من هذه الخطط لم يكتب لها النجاح.

### بورتلاند، فيكتوريا في ثمانينيات القرن العشرين وفي عام 2007
في عام 2007 أُبلغ أن رون ووكر، مدير شركة الطاقة النووية الأسترالية اعتبر بورتلاند موقعًا محتملًا لمحطة طاقة نووية في المستقبل. قال غيلبرت ويلسون عمدة غلينيلغ إنه اعتقد أن من غير الممكن تلقي مشروع كهذا دعمًا مجتمعيًّا. أضاف أنه اعتقد أن أي مجتمع في فيكتوريا سيعترض على مشروع كهذا إذا كان موقعه في منطقته. ظهرت واختفت سابقًا في أوائل ثمانينيات القرن العشرين فكرة تطوير محطة طاقة نووية بقدرة 2400 ميغاواط في بورتلاند بكلفة 3 مليارات دولار. في عام 1983 أصبح تطوير الطاقة النووية أمرًا محظورًا في ولاية فيكتوريا تحت قانون (حظر) الأنشطة النووية لعام 1983 والقانون ما يزال صالحًا في عام 2020. تقول الفقرة الثامنة من القانون بمنع كل من التنقيب عن اليورانيوم وتخصيبه، وإنتاج الوقود النووي ومعالجته، وتخزين النفايات النووية.

### 2007 خليج سبنسر العلوي، جنوب أستراليا
في حين جرى نقاش محطة طاقة نووية في منطقة خليج سبنسر العلوي في جنوب أستراليا بشكل متقطع منذ عام 2007، فإنه لم يُقدم أي اقتراح رسمي لبناء محطة.
في عام 2007، كشفت جريدة الأسترالي أن موقعًا قرب مرفأ أوغوستا في منطقة خليج سبنسر العلوي من جنوب أستراليا كان يؤخذ بعين الاعتبار ليكون موقعًا لمحطة طاقة نووية في المستقبل. سُجلت شركة تدعى الطاقة النووية الأسترالية في الأول من يونيو عام 2006 وكان هناك ثلاثة رجال أعمال أستراليين بارزين يملكون حصصًا كبيرةً فيها: روبرت تشامبيون دي كريسبيغني (الرئيس السابق لجامعة أديلايد)، ورون ووكر (العمدة اللورد السابق لميلبورن)، وهيو مورغان (المدير السابق لشركة ويسترن للتعدين). دعم رئيس الوزراء جون هاوارد تشكيل الشركة، واصفًا إياها بأنها «فكرة عظيمة».
بعد تسجيل الشركة بخمسة أيام، أسست الحكومة الفدرالية مراجعة سفيتكوفسكي للطاقة النووية. بحثت الشركة في جدوى بناء محطة رائدة بقدرة 20-50 ميغاواط في منطقة خليج سبنسر العلوي بكلفة 70 مليون – 150 مليون دولار، وتخاطبت مع شركة جينيرال إلكتريك الأمريكية حول توفير مفاعل نووي.

استجاب رئيس وزراء جنوب أستراليا مايك ران لأخبار التحقيق في المشروع بقوله:
«لن يبنى في الولاية ما دمت أنا رئيس الوزراء أو ما دام حزب العمل في السلطة.. اقرؤوا شفتيّ، لن يكون هناك محطة طاقة نووية في جنوب أستراليا».
في السابع من أبريل عام 2011، خاطب السياسي الأسترالي السابق ألكساندر داونر طلاب جامعة يو سي إل أديلايد، مناقشًا الطاقة النووية. أخبر صحيفة الأسترالي -وهو الداعم والمروج منذ زمن طويل للطاقة النووية- أن بلدة ويالا في جنوب أستراليا (تقع أيضًا على خليج سبنسر العلوي) ستكون مثالية لإنشاء محطة طاقة نووية لخدمة مصالح بي إتش بّي بيليتون، وجنوب أستراليا، والولايات الشرقية. صرح قائلًا:
«يمكنكم ربطها مع محطة تحلية، فتحلون مشكلة السد الأولمبي وبلدة روكسبي داونز... وهما مدينتان في خليج سبنسر العلوي، بدل استخدام مياه نهر موري، يمكن للسكان استخدام المياه المحلاة. وسيكون لديهم محطة طاقة نووية ستوفر القدرة اللازمة للشبكة الكهربائية في الولايات الشرقية».
كان يتوقع أن يستخدم مشروع السد الأولمبي نحو 400 ميغاواط ساعي من الكهرباء يوميًّا لو جرت توسعة المنجم التي كانت مقترحة. في عام 2011، حصلت توسعة منجم السد الأولمبي على الموافقة البيئية من  كل من الولاية والحكومة الفدرالية، ولكن في عام 2012 قرر مجلس إدارة بي إتش بّي بيليتون عدم المضي قدمًا في توسعة المنجم كما كان مخططًا بذريعة الظروف الاقتصادية السيئة.
في عام 2012 أجريت دراسة أولى من نوعها قورنت فيها تكنولوجيا شاملة تجمع الطاقة الشمسية وطاقة الرياح (كبديل مقترح لمحطة الطاقة الشمالية المتهالكة التي تعمل على الفحم)، مع مفاعل نووي مرجعي. بافتراض وجود ثقة عامة متساوية بين الخيارين ووجود إطار قانوني، كان الخيار النووي أفضل من حيث الكلفة والوثوقية والتوفر التجاري والعمر الافتراضي للمحطة وانبعاثات غازات بيت الدفيئة بالإضافة إلى تفوقه في معايير أخرى.

## حوار الطاقة النووية في أستراليا
في الكتاب الصادر عام 2010 لماذا ضد لماذا: الطاقة النووية ناقش باري بروك وإيان لو وصاغا الحوار القائم عن الطاقة النووية. يجادل بروك أنه هناك العديد من الأسباب التي تدفع الناس ليقولوا «نعم» للطاقة النووية، ومن بين هذه الأسباب:
- لأن الطاقات المتجددة والفعالية الطاقية قد تحل أو لا تحل أزمة الطاقة والمناخ.
- لأن الوقود النووي يمكن اعتباره غير محدود و«يمتلك دفعة نووية هائلة».
- لأن التكنولوجيا الحديثة تحل مشكلة «النفايات النووية».
- لأن الطاقة النووية أكثر خيار طاقي أمانًا.

يجادل لو بأنه هناك العديد من الأسباب التي تدفع الناس ليقولوا «لا» للطاقة النووية:
- لأنها ليست استجابة سريعة بما يكفي للتغير المناخي.
- لأنها باهظة الثمن.
- لأن الحاجة إلى كهرباء حمولة قاعدية مبالغ في تضخيمها.
- لأن مشكلة النفايات تبقى دون حل.

في عام 2015 عين المؤلفان في لجنة الخبراء الاستشارية التابعة للجنة الملكية لدورة الوقود النووي في جنوب أستراليا.